# Florence Sutton
Florence E. Sutton, ameriška tenisačica, * 2. september 1883, † 16. oktober 1974.
Leta 1911 se je uvrstila v finale turnirja za Nacionalno prvenstvo ZDA v posamični konkurenci, kjer jo je v treh nizih premagala  Hazel Hotchkiss, in v konkurenci ženskih dvojic skupaj z Dorothy Green.
Tudi njena sestra May Sutton je bila tenisačica.

## Finali Grand Slamov

### Posamično (1)

#### Porazi (1)
| Leto | Turnir                   | Nasprotnica v finalu | Rezultat finala |
| 1911 | Nacionalno prvenstvo ZDA | Hazel Hotchkiss      | 10–8, 1–6, 7–9  |

### Ženske dvojice (1)

#### Porazi (1)
| Leto | Turnir                   | Partnerica    | Nasprotnici v finalu           | Rezultat finala |
| 1911 | Nacionalno prvenstvo ZDA | Dorothy Green | Hazel Hotchkiss Eleonora Sears | 6–4, 4–6, 6–2   |